# Saint-Jean-de-Vaux
Saint-Jean-de-Vaux is een gemeente in het Franse departement Saône-et-Loire (regio Bourgogne-Franche-Comté) en telt 350 inwoners (2005). De plaats maakt deel uit van het arrondissement Chalon-sur-Saône.

## Geografie
De oppervlakte van Saint-Jean-de-Vaux bedraagt 2,3 km², de bevolkingsdichtheid is 152,2 inwoners per km².
De onderstaande kaart toont de ligging van Saint-Jean-de-Vaux met de belangrijkste infrastructuur en aangrenzende gemeenten.

## Demografie
Onderstaande figuur toont het verloop van het inwonertal (bron: INSEE-tellingen).